# Йоан Аталарих
Йоан Аталарих (на гръцки: Ιωάννης Αθαλάριχος, Ioannes Athalarichos; на латински: Ioannes Athalaricus; * 600; † 637 на остров Принкипо) е незаконен син на византийския император Ираклий и узурпатор в Константинопол.
През края на 623 г. или началото на 624 г. баща му, според сключен мирен договор, го дава за заложник в двореца на аварския каган, за да е подсигурен за една офензива против Сасанидското царство. Аталарих е освободен, вероятно след обсадата на Константинопол (626).
Около 637 г. Аталарих участва в заговор за преврат против Ираклий. Влиятелни благородници планували да свалят Ираклий и съпругата му Мартина, заради болнавия престолонаследник Константин III, и да поставят на трона Аталарих и братовчед му магистър Теодор (Theodoros Magistros), син на Теодор (брат на Ираклий). Заговорът е разкрит. Аталарих и Теодор са обезобразени и изпратени в изгнание на остров Принкипо (днес Büyükada, Бююкада, един от Принцевите острови) или на Малта, където скоро след това умират.
Според нови научни изследвания се предполага, че Аталарих е внук на принц Амалафрид. Така той е вероятно последният доказан роднина на тюрингските крале във Византия, около един век след разгромяването на тяхното краство.